# بوب شيلر
بوب شيلر (بالإنجليزية: Bob Schiller)‏ هو كاتب سيناريو أمريكي، ولد في 8 نوفمبر 1918 في سان فرانسيسكو في الولايات المتحدة، وتوفي في 10 أكتوبر 2017 في لوس أنجلوس في الولايات المتحدة.

## وصلات خارجية
- بوب شيلر على موقع IMDb (الإنجليزية)
- بوب شيلر على موقع ألو سيني (الفرنسية)
- بوب شيلر على موقع قاعدة بيانات الفيلم (الإنجليزية)
- بوب شيلر على موقع كينوبويسك (الروسية)